# Dudleya guadalupensis
Dudleya guadalupensis là một loài thực vật có hoa trong họ Crassulaceae. Loài này được Moran miêu tả khoa học đầu tiên năm 1951.